# WTA Argentina Open
Il WTA Argentina Open è un torneo femminile di tennis che si disputa al Buenos Aires Lawn Tennis Club di Buenos Aires in Argentina su campi in terra rossa, che si è disputato dal 1929 fino al 1987. Il torneo fa il suo ritorno nel calendario dal 2021, facendo parte della categoria WTA 125.

## Albo d'oro

### Singolare
| Anno       | Categoria     | Campionessa           | Finalista          | Punteggio     |
| ---------- | ------------- | --------------------- | ------------------ | ------------- |
| 1972       | WTA Tour      | Virginia Wade         | Fiorella Bonicelli | 6–4, 6–1      |
| 1974       | WTA Tour      | Raquel Giscafré       | Beatriz Araujo     | 7–5, 1–6, 6–2 |
| 1978       | WTA Tour      | Caroline Stoll        | Emilse Raponi      | 6–3, 6–2      |
| 1986       | WTA Tour      | Gabriela Sabatini (1) | Arantxa Sánchez    | 6–1, 6–1      |
| 1987       | WTA Tour      | Gabriela Sabatini (2) | Isabel Cueto       | 6–0, 6–2      |
| 1988- 2020 | Non disputato | Non disputato         | Non disputato      | Non disputato |
| 2021       | WTA 125       | Anna Bondár           | Diane Parry        | 6–3, 6–3      |
| 2022       | WTA 125       | Panna Udvardy         | Danka Kovinić      | 6–4, 6–1      |
| 2023       | WTA 125       | Laura Pigossi         | María Carlé        | 6-3, 6-2      |
| 2024       | WTA 125       | Mayar Sherif          | Katarzyna Kawa     | 6-3, 4-6, 6-4 |

### Doppio
| Anno      | Categoria     | Campionesse                         | Finaliste                               | Punteggio        |
| --------- | ------------- | ----------------------------------- | --------------------------------------- | ---------------- |
| 1972      | WTA Tour      | Helga Masthoff (1) Pam Teeguarden   | Ana María Arias Virginia Wade           | 7–5, 6–2         |
| 1974      | WTA Tour      | Katja Ebbinghaus Helga Masthoff (2) | Beatriz Araujo Raquel Giscafré          | 6–0, 6–1         |
| 1978      | WTA Tour      | Françoise Dürr Valerie Ziegenfuss   | Laura duPont Regina Maršíková           | 1–6, 6–4, 6–3    |
| 1986      | WTA Tour      | Lori McNeil Mercedes Paz (1)        | Manon Bollegraf Nicole Jagerman         | 6–1, 2–6, 6–1    |
| 1987      | WTA Tour      | Mercedes Paz (2) Gabriela Sabatini  | Jill Hetherington Christiane Jolissaint | 6–2, 6–2         |
| 1988-2020 | Non disputato | Non disputato                       | Non disputato                           | Non disputato    |
| 2021      | WTA 125       | Irina Bara (1) Ekaterine Gorgodze   | María Carlé Despoina Papamichaīl        | 5–7, 7–5, [10–4] |
| 2022      | WTA 125       | Irina Bara (2) Sara Errani          | Jang Su-jeong You Xiaodi                | 6–1, 7–5         |
| 2023      | WTA 125       | María Carlé Despoina Papamichaīl    | María Paulina Pérez Sofia Sewing        | 6-3, 4-6, [11-9] |
| 2024      | WTA 125       | Maja Chwalińska Katarzyna Kawa      | Laura Pigossi Mayar Sherif              | 6-4, 3-6, [10-7] |